# 上行寺 (鎌倉市)

左甚五郎作と伝えられる竜の彫物（2016年6月20日撮影）

上行寺（じょうぎょうじ）は、神奈川県鎌倉市大町に所在する日蓮宗寺院で、山号は法久山、院号を大前院という。創建は正和2年（1313年）で、開山は日範上人。本尊は三宝祖師。癌封じの寺として知られる。旧本山は大本山本圀寺（六条門流）、小西法縁。

## 概史
正和2年（1313年）、日範上人の創建。
本堂は1886年（明治19年）に名越の妙法寺の法華堂を移築したものといわれており、堂内には日蓮上人像や開山の日範上人像、水天像などが安置されているほか、格天井には花鳥の絵、欄間には十二支の彫刻が施されている。境内には万病、特に癌に効があるといわれている瘡守稲荷堂や、大小の鬼子母神をまつる浄行堂がある。また、山門には左甚五郎作といわれる竜の彫物が、本堂の表欄間や梁などには熊本藩の大名細川氏による竜の彫物がある。
万延元年（1860年）、桜田門外の変で大老の井伊直弼を襲撃した水戸浪士の一人である広木松之介は、鎌倉へ逃れた際に上行寺にかくまわれたというが、同志が刑死した事を知り、後文久3年（1863年）の3月3日に切腹したという。境内墓地には松之助の墓があり、1916年（大正5年）には石碑が建造された。

## 交通
- JR鎌倉駅東口より徒歩約12分